# Tri-tert-butylazet
Tri-tert-butylazet ist eine chemische Verbindung aus der Gruppe der Azete. Es handelt sich um eine ungesättigte heterocyclische Verbindung, die einen viergliedrigen stickstoffhaltigen Ring als Strukturelement besitzt, an welchem drei tert-Butylreste gebunden sind.

## Herstellung
Tri-tert-butylazet kann durch eine Ringerweiterung aus Tri-tert-butylcyclopropylenazid erhalten werden. Diese Reaktion läuft bei erhöhter Temperatur unter Abspaltung von molekularem Stickstoff ab.

## Reaktionen
Tri-tert-butylazet geht [2+2]-Cycloadditionen mit Alkinen ein.
Carbonsäuren können an die C=N-Doppelbindung addieren.
Mit Dienen die keine sterisch anspruchsvollen Reste tragen, geht es Diels-Alder-Reaktionen ein. Hierbei fungiert es als Dienophil.